# ジェームス・オンテレ
ジェームス・ナガウン・オンテレ（James Nyang'au Ontere, 1982年4月18日 - ）は、ケニアの元男子バレーボール選手。元ケニア代表。

## 来歴
マセノ高校を卒業後、ケニア国内のモンバサバレーボールクラブ、KCBでのプレーを経て、2009年に日本のVプレミアリーグの大分三好ヴァイセアドラーへ移籍。大分三好の3人目のケニア人選手オポジットとしてチームに貢献した。
2007年からケニア代表を務め、2010年世界選手権大陸予選に出場した。2014/15シーズンにも大分三好ヴァイセアドラーに再加入した。
2023年からはケニア港湾管理局男子バレーボールチームの監督を務めている。

## 所属クラブ
- モンバサVC （2003-2007年）
- KCB （2007-2008年）
- 大分三好ヴァイセアドラー （2009-2012年）
- ネア・サラミス・ファマグスタ (el)  （2012-2013年）
- ディナモ・ブカレスト (ro)  （2013-2014年）
- 大分三好ヴァイセアドラー （2014-2015年）

## 受賞歴
- 2012年 - 2011/12 Vプレミアリーグ 得点王[5]